# Caza de Saida
Caza de Saida (arabiska: قضاء صيدا) är ett distrikt i Libanon.   Det ligger i guvernementet Mohafazat Liban-Sud, i den sydvästra delen av landet, 50 kilometer söder om huvudstaden Beirut.
Trakten runt Caza de Saida består till största delen av jordbruksmark. Runt Caza de Saida är det tätbefolkat, med 442 invånare per kvadratkilometer.